# Tulga Beyerle
Tulga Beyerle (geboren 1964 in Wien) ist eine österreichische Designerin, Kuratorin und Museumsdirektorin. Sie leitet seit 2018 das Museum für Kunst und Gewerbe Hamburg.

## Leben
Tulga Beyerle ist eine Tochter des Bratschisten Hatto Beyerle und eine Nichte des Architekten und Grafikkünstlers Burkhart Beyerle. Sie besuchte die Schule in Wien und absolvierte danach eine Tischlerlehre in München. Im Anschluss studierte sie Industriedesign an der Hochschule für angewandte Kunst Wien. Sie unterrichtete dort danach für sieben Jahre Designtheorie und Designgeschichte.
2007 gründete sie gemeinsam mit Lilli Hollein und Thomas Geisler als „Neigungsgruppe Design“ die Vienna Design Week. 2014 übernahm sie die Leitung des Kunstgewerbemuseums Dresden und wechselte 2018 elbabwärts zum Museum für Kunst und Gewerbe Hamburg. Beyerle setzte sich in Hamburg zum Ziel, das Haus mehr zu öffnen und neue Bevölkerungsgruppen für ihre Themen zu begeistern: „Ich bin überzeugt, dass ein Museum generell ein Diskursort ist.“ Sie unterrichtet und begleitet regelmäßig Designprozesse als Mentorin, u. a. 2014 bei der 24. Design-Biennale Ljubljana Bio 50, sowie 2018 im Rahmen des Mentoring-Programms Forecast.

## Schriften (Auswahl)
- Tulga Beyerle, Karin Hirschberger: Designlandschaft Österreich 1900–2005. Basel: Birkhäuser, 2006, ISBN 3-7643-7328-8.
- Petra Hesse und Tulga Beyerle: Isn't it romantic? Zeitgenössisches Design zwischen Poesie und Provokation. Köln : Walther König, 2013, ISBN 978-3-86335-305-6.
- mit Klára Němečková: Gegen die Unsichtbarkeit : Designerinnen der Deutschen Werkstätte Hellerau 1898–1938. Ausstellungskatalog. München : Hirmer, 2018.